# Gert Bender
Gert Bender (1948) is een voormalig Duits motorcoureur en constructeur. Hij bouwde onder zijn eigen naam de Bender GB 125 racemotoren die ook als productieracer werden verkocht.

## Jeugd
Gert Bender's eerste kennismaking met de techniek van motorfietsen ontstond door het spelen op een lokale stortplaats, waar hij samen met zijn vrienden soms oude Maico's, Horex Regina's en Zündapp's vond die ze weer aan het lopen probeerden te krijgen. Toen Bender 14 jaar was ging hij in de leer bij de machinefabriek Burkhard & Weber in Reutlingen. Daar werden onder meer machines voor de motorenbouw voor Volkswagen, BMW en Mercedes gemaakt. Daardoor kreeg hij kennis over machinebouw, maar ook over de techniek van verbrandingsmotoren. Zijn eigen Kreidler was opgevoerd met constructies die hij op de 50 cc fabrieksracer van Hans Georg Anscheidt op de Solitudering had gezien.

## Racecarrière
In 1966, toen hij net 18 jaar was geworden, vroeg hij meteen een racelicentie aan bij de Oberste Motorradsport-Kommission en hij begon met een gebruikte Honda CB 77 te racen. Deze motorfiets mat slechts 305 cc en het was moeilijk om in de 350 cc klasse mee te komen. Daarom boorde Bender de machine uiteindelijk op tot 350 cc, maar hij bouwde ook een fellere nokkenas en een vijfversnellingsbak in. Daarmee begon hij podiumplaatsen in de Juniorenwedstrijden te behalen. Hij leerde zijn latere vrouw Doris kennen, die hem wekelijks 80 Mark gaf, terwijl haar moeder voor de lunchpakketten zorgde die Gert in de raceweekenden meenam.

### Maico en SMZ

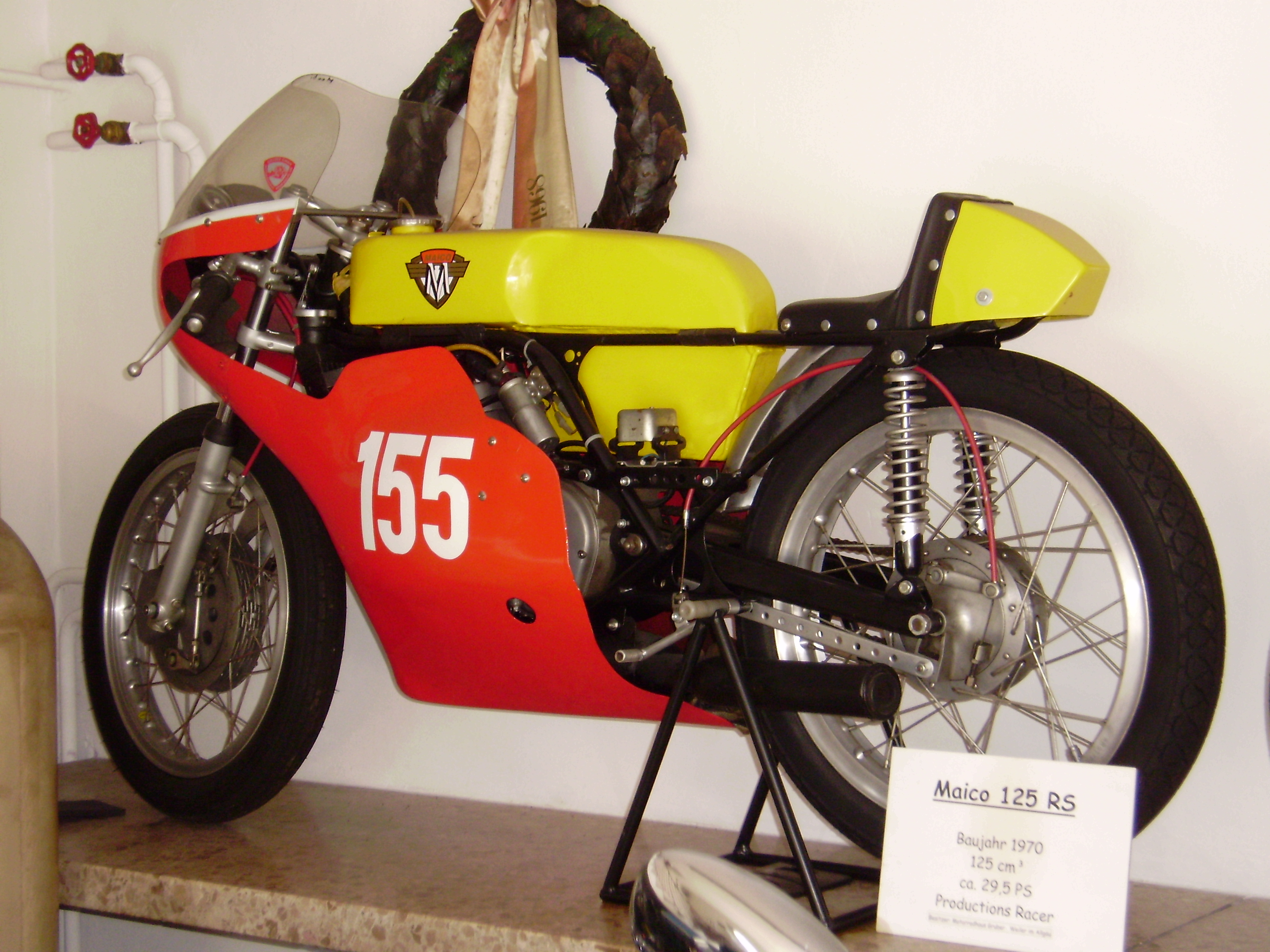
Maico 125 RS productieracer uit 1970

In 1968 moest Gert Bender zijn dienstplicht bij de Bundeswehr vervullen. Daar leerde hij Hans Maisch kennen, de zoon van het familiebedrijf Maisch und Co.. Dat kwam goed uit, want Bender had besloten dat de Honda niet verder doorontwikkeld kon worden en dat hij zijn geluk beter kon zoeken met een 125 cc Maico. Hij werd opgemerkt door Maico-ontwikkelingsingenieur Günter Schier, die Bender bij de ontwikkelingsafdeling van de fabriek betrok. Hij leerde veel over de techniek van tweetaktmotoren en toen hij steeds meer vermogen uit de testmotoren wist te halen droeg Günter Schier de ontwikkeling van de racemotoren over aan Gert Bender. In 1971 en 1972 werd Gert Bender kampioen van Duitsland in de 125 cc klasse en in 1971 werd hij ook zevende in het wereldkampioenschap.
In 1972 ontwikkelde Bender een geheel nieuwe 125 cc Maico, met verbeterde waterkoeling en een meervoudige droge platenkoppeling. Bender werd er zelf dertiende mee in het wereldkampioenschap, maar de machine werd ook gebruikt door Börje Jansson (vierde), Dieter Braun (achtste) en Eugenio Lazzarini (elfde). Gert Bender was in die tijd ook betrokken bij het 250 cc SMZ-project van Sepp Schlögl, Toni Mang en Alfons Zender, waarvoor hij de cilinders en het verstevigde carter maakte. Dieter Braun werd met deze SMZ tweede in de Grand Prix van Duitsland die hij zelfs bijna gewonnen had als er niet een veertje van de uitlaat kapot gegaan was. Bender reed in dit jaar ook in de 250 cc klasse, maar hij scoorde slechts een negende plaats op de Sachsenring. Daarna stopte hij met 250 cc races omdat hij twee klassen te druk vond en omdat hij ook veel tijd in de SMZ stak. Intussen bekeek Bender ook de weinig succesvolle motoren van de karts van de leden van de Reutlinger Motorsport Club. Hij nam de blokjes onder handen en in 1973 werd Rudolf Zahlmann er Europees kampioen mee.
In 1973 werd fabriekscoureur Börje Jansson vierde in de eindstand van de 125 cc klasse en Maico eindigde als tweede in de strijd om de constructeurstitel.
In het seizoen 1974 kwam Gert Bender met zijn zelfbouw eencilinder aan de start. Die machine gebruikte hij twee jaar en uiteindelijk benaderde het vermogen dat van de Yamaha TZ 125 en Derbi 125 cc tweecilinders, maar daarvoor moest het blokje te hoog opgevoerd worden, wat regelmatig resulteerde in uitvallen door motorschade. In 1974 eindigde hij als tiende in het wereldkampioenschap. In 1976 was de tweecilinder klaar, en Bender werd er tweede mee in de Grand Prix van Finland. In de Grand Prix van Duitsland lag hij zelfs aan de leiding toen hij door een val werd uitgeschakeld, maar hij eindigde het kampioenschap als achtste en had daarmee alle Maico's verslagen. In 1977 scoorde hij een derde plaats in de TT van Assen en eindigde hij als zesde in het wereldkampioenschap.
Intussen had Gert Bender het tijdens het seizoen te druk om zijn machine verder te ontwikkelen en daar kwam nog bij dat hij op verzoek een kleine serie productieracers opzette om ook andere coureurs met zijn machines te laten rijden. Ook enkele karts van de Reutlinger Motorsport Club kregen Bender-tweecilindermotoren. In 1979 volgde toch Gert Bender's beste seizoen. Hij werd derde in de Grand Prix van Oostenrijk, tweede in de Britse Grand Prix en won bijna de GP van Zweden. Hier reed hij de snelste ronde, maar hij viel toen hij aan de leiding van de race lag.
Hierna sloot hij zijn internationale carrière af. Hij reed in 1980 (vijfde) en in 1981 (vierde) nog in Hockenheim.

### Bender GB 125 eencilinder
Gert Bender vond het tijd om voor zichzelf een geheel nieuwe motor te ontwikkelen. Hij bouwde een watergekoelde eencilinder tweetakt met een roterende inlaat die nog duidelijke kenmerken van de oorspronkelijke Maico droeg. Aanvankelijk had de motor nog een tussentandwiel voor de aandrijving van de koppeling, in de laatste versie van de eencilinder GB 125 was dit verdwenen. De machine kreeg een meervoudige droge platenkoppeling en zes versnellingen en leverde ongeveer 35 pk bij 13.000 tpm en dat was iets meer dan de originele Maico 125 RS. Gert Bender werd er in 1974 tiende mee in het wereldkampioenschap wegrace. In 1975 reed hij de machine alleen in Hockenheim, waar hij zevende werd. Hij was toen al bezig met de ontwikkeling van de nieuwe tweecilinder.

### Bender GB 125 tweecilinder
Uiteindelijk benaderde het vermogen van de Bender eencilinder dat van een Yamaha TZ 125 tweecilinder, maar de belastingen op het materiaal werden te groot en de motor begon onbetrouwbaar te worden. Toen hij eind 1975 de cartergietstukken in huis kreeg kon de bouw van het frame beginnen. Opnieuw maakte hij een dubbel wiegframe, maar dit keer uit chroom-molybdeen buis. Om geen zware gietwielen te hoeven kopen ontwikkelde Gert Bender ze zelf en hij liet ze gieten bij de firma Mahle, die ook de zuigers en de cilinders naar tekeningen van Bender goot. De krukas werd door de firma Hoeckle geleverd. De motor kreeg aan weerszijden een roterende inlaat en opnieuw volledige waterkoeling. In 1977 werden de Bing-carburateurs vervangen door Mikuni's om een iets bredere powerband te krijgen. In 1978 kreeg de machine monovering. Omdat het frame daarvoor verbouwd moest worden verhuisde de radiateur naar de neus van de stroomlijnkuip.

### Technische gegevens
| Bender GB 125   | eencilinder                         | tweecilinder                                                    |
| --------------- | ----------------------------------- | --------------------------------------------------------------- |
| Periode         | 1974-1975                           | 1976-1979                                                       |
| Categorie       | wegracer                            | wegracer                                                        |
| Motortype       | tweetaktmotor met roterende inlaten | tweetaktmotor met roterende inlaten                             |
| Bouwwijze       | dwarsgeplaatste eencilinder         | dwarsgeplaatste tweecilinder                                    |
| Koeling         | water                               | water                                                           |
| boring          | 54 mm                               | 44 mm                                                           |
| slag            | 54 mm                               | 41 mm                                                           |
| Cilinderinhoud  | 123,7 cc                            | 124,7 cc                                                        |
| Carburateur(s)  | Mikuni en Bing 34 mm                | Bing 28 mm, vanaf 1977 Mikuni 28 mm                             |
| Max. Vermogen   | 25,7 kW/35 pk bij 13.000 tpm        | 27,9 kW/38 pk bij 13.800 tpm later 30,9 kW/42 pk bij 14.200 tpm |
| Aandrijving     | ketting                             | ketting                                                         |
| Rijwielgedeelte | dubbel wiegframe, buisframe         | dubbel wiegframe, buisframe                                     |
| Leeg gewicht    | ca. 80 kg                           | ca. 80 kg                                                       |
| Tankinhoud      | 11 liter                            | 15 liter                                                        |

## Carrière als (hoofd)redacteur
Na zijn actieve carrière werd Gert Bender technisch redacteur van het blad "Easy Rider" en in 1984 werd hij hoofdredacteur. Nadat dit blad in 1985 ter ziele ging doordat de uitgever failliet ging, werd hij benaderd door de importeur van Honda om voor klanten en medewerkers van Honda-Duitsland een eigen blad te maken. Hij deed dit tien jaar lang samen met zijn vrouw Doris. Gert had zich intussen ontwikkeld tot fotograaf en graficus en hij begon samen met Doris een eigen reclamebureau. Voor een reclame-opdracht kwam hij in contact met een nieuwe hobby: klassieke vliegtuigen. Daarop restaureerde hij voor zichzelf een Bücker Bü 131.